# Szulfonsavak

A szulfonsavak általános szerkezete.

Szulfonsavaknak azokat a szerves savakat nevezzük, melyek általános képlete R−S(=O)2−OH, ahol az R többnyire szénhidrogén oldalláncot jelöl.

## Szulfonsavak (R−S(=O)2−OH)

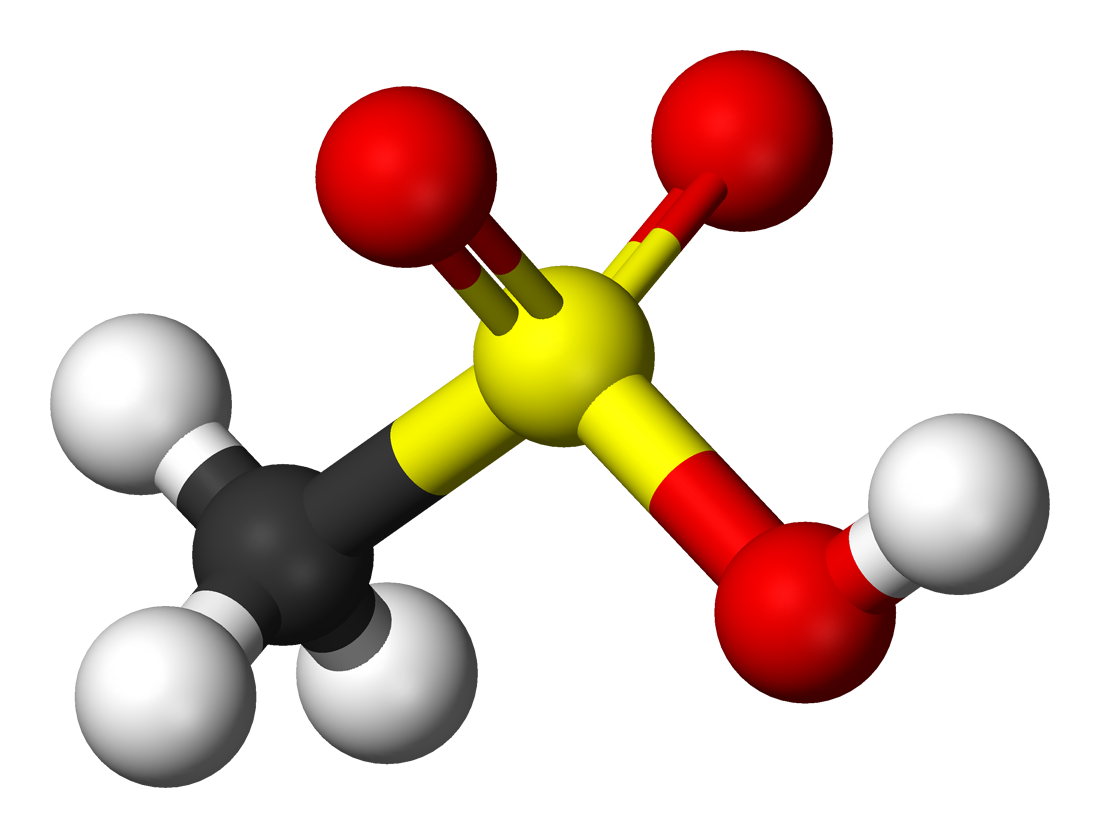
A metánszulfonsav kalottamodellje

A szulfonsavak jellemzően sokkal erősebb savak, mint a megfelelő karbonsavak, egyedülálló sajátságuk, hogy szorosan képesek kötődni fehérjékhez és szénhidrátokhoz, ezért a legtöbb „mosható” színezék szulfonsav- vagy szulfonilcsoportot tartalmaz. Számos anyag előállításában katalizátorként és köztitermékként is használják. A szulfonsavakat és sóikat, a szulfonátokat rendkívül széles körben használják, például detergensekben, antibakteriális gyógyszerekben (szulfonamidok), anioncserélő gyantákban víztisztításhoz és színezékekben. A legegyszerűbb példa a metánszulfonsav (CH3SO2OH), mely gyakran használt szerves kémiai reagens. Fontos reagens a p-toluolszulfonsav is. A p-krezidinszulfonsavat élelmiszer-színezékek előállításához használják.

## Szulfonsavészterek (R−S(=O)2−OR)

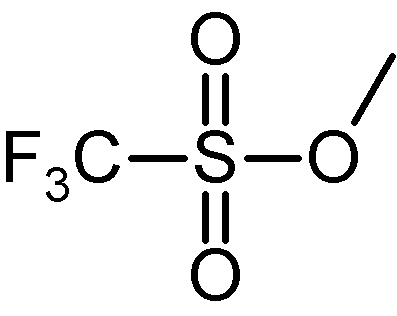
Metil-triflát

A szulfonsavészterek R−S(=O)2−OR általános képletű szerves vegyületek. A szulfonsavészterek – például a metil-triflát – jó távozó csoportok alifás nukleofil szubsztitúciós reakciókban.

## Szulfonil-halogenidek (R−S(=O)2−X)
Szulfonil-halogenid csoportról akkor beszélünk, ha a szulfonil funkciós csoport egy halogénatomhoz kapcsolódik. Általános képletük R−S(=O)2−X, ahol X halogén.

## Előállításuk
Szulfonsav a megfelelő szénhidrogén szulfonálásával állítható elő. Alkánok esetében a reakciót végezhetik kén-trioxiddal gázfázisban, vagy óleummal vagy klórszulfonsavval melegítve. Az aromás szénhidrogéneket tömény kénsavval, óleummal, esetleg klórszulfonsavval reagáltatva szulfonálják.

## Tulajdonságaik
Az alkánszulfonsavak többnyire nem vagy nehezen kristályosítható, szirupszerű vegyületek. A vízmentes aromás szulfonsavak erősen higroszkóposak. Magas olvadáspontú, víztartalmú kristályaik a vizet kémiailag kötött formában, hidroxónium-szulfát (R-SO−3 H3O+) alakjában tartalmazzák.
A szulfonsavak erős savak, vízben általában jól, szerves oldószerben nem oldódnak. A kénsavval szemben kalcium- és báriumsójuk is vízoldható.

## Lásd még
- Kénsav H2SO4
- Szulfónium S+, S+R3

## Fordítás
Ez a szócikk részben vagy egészben a Sulfonic acid című angol Wikipédia-szócikk ezen változatának fordításán alapul.  Az eredeti cikk szerkesztőit annak laptörténete sorolja fel. Ez a jelzés csupán a megfogalmazás eredetét és a szerzői jogokat jelzi, nem szolgál a cikkben szereplő információk forrásmegjelöléseként.